# 南開科技大學
南開科技大學（英語： Nan Kai University of Technology），簡稱南開科大，是位於臺灣南投縣草屯鎮的一所私立科技大學，原名南開技術學院，2008年改名為南開科技大學，招收研究所、四技、五專的學生。

## 沿革與現況
以「福祉科技與服務管理」為學校發展重點特色，聚焦「先進車輛與智慧機械」、「綠色節能與網路媒體」、「觀光休閒與經營管理｣、｢照顧服務與生活創意」等學院專業領域發展，並推動全校為資訊化、優質化與現代化之特色學府
預計110學年度（2021年）停招企管系與文創系。

### 私立南開工業專科學校
- 1969年，創辦人顧樸先，著手籌建新校。
- 1971年正式成立私立南開工業專科學校。
- 1971年8月，首次成立機械、電機、電子工程等三科五年制日間部。
- 1982年8月，成立二年制夜間部；1989年再成立二年制日間部。

### 私立南開工商專科學校
- 1993年8月經教育部核定，更改校名為私立南開工商專科學校。
- 1999年歷經九二一大地震，經全體教職員通力合作復建迅速復課。

### 南開技術學院
- 2001年8月經教育部核定，改制為南開技術學院。
- 2003年8月獲教育部評選核定成立醫療器材產業技術研發中心。
- 2005年1月獲經濟部核定，成立創新育成中心。
- 2006年7月與南投縣政府、南投市公所、草屯鎮公所、埔里鎮公所簽署共同開發合作協定。

### 南開科技大學
- 2008年8月1日教育部核定改名為南開科技大學。
- 2009年8月成立外語教學中心。

## 學校象徵

### 校歌
本校校歌始自民國六十年（1971年）作詞者為本校創辦人顧念先先生，譜曲者多方查詢，惜已不可考。

### 校訓
該校校訓逐字釋意如下：
- 「勤」：即勤勞、勤勉、勤奮的意思。
- 「篤」：純也、厚也，希望大家不要投機、不取巧、不苟且，讀書要努力，工作要認真，切切實實去下功夫。
- 「儉」：儉，約也，也就是節儉省約的意思。
- 「樸」：即樸實、樸素，毫無矯揉造作的意思。

## 歷任校長
| 任別     | 姓名   | 任職時間               |
| -------- | ------ | ---------------------- |
| 1        | 顧念先 | 1971年9月1日-1982年6月 |
| 2        | 顧不先 | 1982年6月-1996年1月    |
| 代理校長 | 劉銘淇 | 1996年2月-1998年8月    |
| 代理校長 | 賴龍栢 | 1998年9月-1999年11月   |
| 代理校長 | 許聰鑫 | 1999年12月-2001年1月   |
| 3        | 黃世欽 | 2001年2月-2004年7月    |
| 4        | 王國民 | 2004年8月-2010年7月    |
| 5        | 陳猷龍 | 2010年8月-2013年7月    |
| 6        | 孫台平 | 2013年8月-2020年2月    |
| 7        | 許聰鑫 | 2020年2月-2022年8月    |
| 代理校長 | 林正敏 | 2022年8月-2023年1月    |
| 8        | 江昭龍 | 2023年1月-迄今         |

## 教學單位

### 學院系所
| 管理學院 | 休閒事業管理系   | 行銷與流通管理系       |
| 管理學院 | 餐飲管理系       | 長期照顧管理系暨福祉所 |
| 管理學院 | 文化創意與設計系 | 應用外語系             |
| 管理學院 | 企業管理系       | 數位旅遊管理系         |
| 管理學院 | 資訊管理系       |                        |

| 科技學院 | 機械工程系(車輛所) | 自動化工程系     |
| 科技學院 | 電機與資訊技術系   | 多媒體動畫應用系 |
| 科技學院 | 工業管理系         | 電子工程系       |

| 通識教育與外語教學中心 | 通識教學組 | 外語教學組 |

| 日間部五專（未含將廢止系所） | 電機與資訊技術科 | 自動化工程科 |

| 進修部二專（未含將廢止系所） | 行銷與流通管理科 |  |

| 進修部四技（未含將廢止系所） | 行銷與流通管理系     | 休閒事業管理系   |
| 進修部四技（未含將廢止系所） | 餐飲管理系           | 長期照顧與管理系 |
| 進修部四技（未含將廢止系所） | 機械工程系先進車輛組 | 電機與資訊技術系 |

| 進修部二技（未含將廢止系所） | 行銷與流通管理系 | 休閒事業管理系 |
| 進修部二技（未含將廢止系所） | 長期照顧與管理系 |                |

2021年7月31日前，含即將廢止學院及系所。
| 工程學院 | 車輛與機電產業技術研發中心 | 機械工程系暨車輛與機電產業研究所 車用電子與資訊組 精密機械組 |
| 工程學院 | 工業管理系                 |                                                              |

| 電資學院 | 電子工程系                      | 多媒體動畫應用系 |
| 電資學院 | 電機與資訊技術系 綠色生活創意組 |                  |

| 管理學院 | 企業管理系 2024 | 文化創意與設計系 2024 |
| 管理學院 | 數位旅遊管理系  | 應用外語系            |
| 管理學院 | 資訊管理系      |                       |

| 民生學院 | 數位生活創意系 2021 |  |

| 進修部（二專、二技） | 企業管理系（二專、二技 2022） |  |

| 進修部四技 | 企業管理系 2024 |  |

| 通識教育中心 |
| ------------ |

| 外語教學中心 |
| ------------ |

## 校友

### 政治界
- 許淑華 (1975年)，工業工程管理系畢業，現任南投縣長，曾任南投縣議會第15屆議員，南投市第8－9屆市長， 中華民國第8-10屆立法委員[5]。

- 劉啟行，休閒管理系畢業，曾任魚池鄉農會第十七任監事，現為南投縣魚池鄉農會理事長[6]。
- 林憶如，南投縣議員。
- 賴燕雪，南投縣議員。

### 工藝界
- 徐玉明，漆藝家、工藝家。

## 参閲
- 臺灣大專院校退場
- 發展典範科技大學計畫
- 獎勵大學教學卓越計畫

## 歷年日間部師生比及新生註冊率
- 112學年度日間部學生人數1644，專任老師人數94，日間部師生比17.49（學生數/老師數）。

- 112學年度新生註冊率65.43%。
- 113學年度新生註冊率74.38%。

## 外部連結
- 南開科技大學（页面存档备份，存于）
- 南開科技大學的Facebook專頁